# Bathyphantes brevipes
Bathyphantes brevipes é uma espécie de aranhas da família Linyphiidae encontradas nos Estados Unidos e no Canadá.